# Johann Schmidt (Politiker)
Johann Schmidt (* 8. März 1870 in Delmenhorst; † 8. Februar 1949 ebenda) war ein deutscher Politiker (SPD).

## Leben

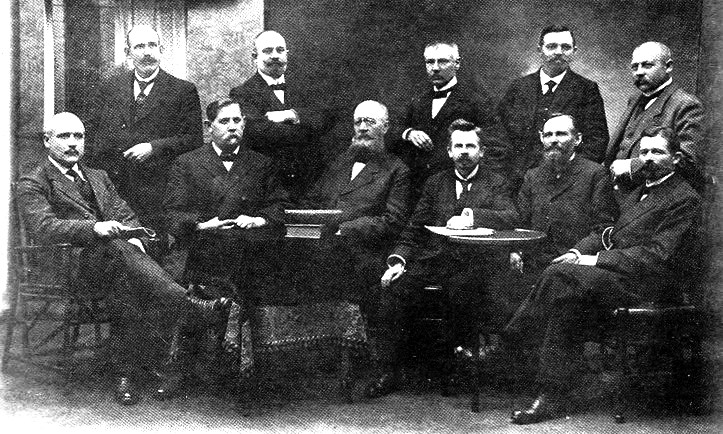
Erster stehend von rechts, Johann Schmidt, SPD-Fraktion im Landtag Oldenburg (1916)

Schmidt war der Sohn des Delmenhorster Schuhmachers August Schmidt (1845–1925) und dessen Frau Marie geb. Möhlmann (1847–1916). Er besuchte von 1876 bis 1884 die Volksschule in seiner Heimatstadt und arbeitete dann bei einem ansässigen Spirituosen-Großhändler. 1893 trat er nach seinen dreijährigen Militärdienst, den er bei der berittenen Artillerie in Hannover ableistete, in die Delmenhorster SPD ein. Für seine Partei gehörte er in zwei Phasen von 1902 bis 1904 und dann wieder von 1911 bis 1919 dem Oldenburgischen Landtag an. Inzwischen hatte er sich als Weingroßhändler selbstständig gemacht.
Ab 1899 war er außerdem als gewählter Delmenhorster Stadtvertreter tätig, seit 1914 dann auch im engeren Magistrat der Stadt. Am 12. Juni 1931 legte er, trotz seiner beständigen und als beispielgebenden charakterisierten sozialpolitischen Arbeit, die er zusammen mit August Jordan und anderen ausführte, sein Mandat nieder, anscheinend weil er sich den politischen Umwälzungen dieser Zeit nicht mehr gewachsen fühlte. In der Zeit des Dritten Reiches war Schmidt als Sozialdemokrat vielfältigen Verhören und Schikanen ausgesetzt, engagierte sich aber trotzdem und auch trotz wirtschaftlicher Schädigungen seitens der Nationalsozialisten für die Familien emigrierter Parteifreunde.
Nach Ende des Zweiten Weltkriegs diente er von 26. November 1945 bis 12. Oktober 1946 als Oberbürgermeister der Stadt Delmenhorst. In das Amt war er durch eine ernannte Ratsvertretung gewählt worden. Zudem war er von Januar 1946 bis zur letzten Sitzung am 6. November 1946 Abgeordneter des Ernannten Landtags von Oldenburg.
Die Stadt Delmenhorst benannte eine Straße nach ihm.

## Familie
Schmidt heiratete am 16. Juli 1892 Anna Döbeling (* 1869), die allerdings schon 1912 verstarb. Danach heiratete er am 25. Februar 1913 Emma Katharina Wohlers (1886–1959). Aus diesen Ehen stammten vier Kinder.